# Carsten Nielsen
Carsten Nielsen (Copenaghen, 12 agosto 1955) è un ex calciatore danese, di ruolo centrocampista.

## Carriera
Vinse un campionato danese nel 1976, un campionato tedesco nel 1977, una Coppa Uefa nel 1979 ed un campionato svizzero nel 1988.

## Palmarès

### Club

#### Competizioni nazionali
- Campionato danese: 1

B 1903: 1976
- Campionato tedesco: 1

Borussia Mönchengladbach: 1976-1977
- Campionato svizzero: 1

Neuchâtel Xamax: 1987-1988
- Supercoppa di Svizzera: 2

Neuchâtel Xamax: 1987, 1988

#### Competizioni internazionali
- Coppa UEFA: 1

Borussia Mönchengladbach: 1978-1979